# Cryptofusus
Cryptofusus is een geslacht van weekdieren uit de klasse van de Gastropoda (slakken).

## Soorten
- Cryptofusus cryptocarinatus (Dell, 1956)
- Cryptofusus otaioensis (Finlay, 1930) †